# IJSO 2010
A IJSO 2010 foi a sétima edição da Olimpíada Internacional Júnior de Ciências (International Junior Science Olympiad). A competição foi realizada entre os dias 1º e 10 de dezembro de 2010 na cidade de Abuja, no Nigéria.
Esta edição contou com 32 delegações. Taiwan venceu a competição pela terceira vez, repetindo o desempenho de 2007 e 2005. O país ficou à frente de Rússia, Índia e da Coreia do Sul.
A delegação brasileira, selecionada a partir da IJSO Brasil 2010, repetiu o ótimo desempenho conseguido nas edições anteriores do torneio mundial. Todos os alunos brasileiros conquistaram medalhas. Foram 1 medalha de ouro, 2 medalhas de prata e 3 medalhas de bronze e ainda uma inédita medalha de bronze na competição experimental.

## Cidade-sede
A edição de 2010 da IJSO foi a primeira realizada no continente africano. Desde 2007, a Nigéria apresentou candidatura para sediar o evento na cidade de Abuja, capital do país desde 1991.
Abuja é uma cidade planejada, com população de cerca de 410 mil habitantes, localizada bem no centro do país. No ano seguinte, a IJSO seguiu na África, sendo sediada em Durban.

## Delegação Brasileira
A equipe brasileira foi selecionada com base nos resultados da IJSO Brasil 2010, realizada em 21 de agosto de 2010. Este evento foi sediado pela primeira vez na Escola Politécnica da USP, na cidade de São Paulo, sob a organização da B8 Projetos Educacionais.

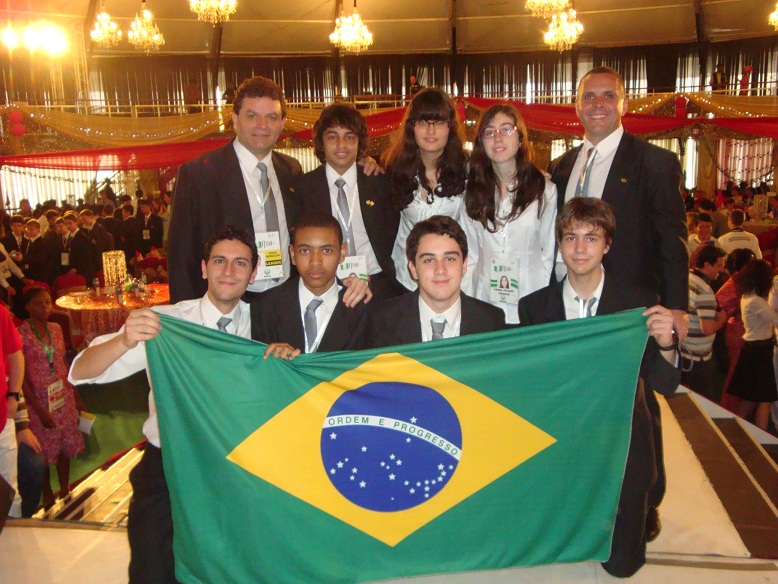
Equipe Brasileira da IJSO 2010.

Com isso, foram classificados os estudantes:
- Ivan Tadeu Ferreira Antunes Filho
- Juliane Trianon Fraga
- Liara Guinsberg
- Ramon Silva De Lima
- Renan Fernandes Moreira
- Vinicius Querino Andraus

Os alunos realizaram inúmeras atividades de preparação teóricas e experimentais simulando as avaliações do Torneio Internacional.
A delegação foi liderada pelos representantes da B8 Projetos Educacionais Thiago Frigério de Carvalho Serra e Marcelo Sandri e pelo professor Ronaldo Fogo. Enquanto isso, o Prof. José Feliz atuou como observador.

## Torneio Internacional
O torneio internacional seguiu o alto padrão das edições anteriores. Membros do comitê local e voluntários da organizaram atuaram na recepção e no acompanhamento dos times estrangeiros durante as cerimônias e os eventos culturais.
Todos os dias, era disponibilizado um noticiário atualizado da competição, informando as novidades do dia a dia dos estudantes, além de curiosidades sobre os países participantes e sobre a cultura local.
A programação geral seguiu o padrão implementado das edições anteriores, com um dia de intervalo entre cada uma das três provas realizadas. Para manter o sigilo das provas, líderes e estudantes foram alocados em hotéis diferentes sem acesso a celulares e Internet, já que as provas eram discutidas e traduzidas no dia anterior à aplicação das mesmas.

### Programação resumida
- 1º de dezembro: Chegada das primeiras delegações.
- 2 de dezembro: Recepção de delegações, Jantar de abertura e Reunião geral dos líderes.
- 3 de dezembro: Cerimônia de abertura, realizada no ThisDay Dome. Discussão e tradução da Prova Múltipla Escolha. Special Lecture com o tema: "The Role of IJSO in Promoting World Peace".
- 4 de dezembro: Prova Múltipla Escolha. Inter-Regional Science Debate com o tema: "Biology has contributed more than Chemistry in the development of the Human Race?"
- 5 de dezembro: Discussão e tradução da Prova Teórica.
- 6 de dezembro: Prova Teórica. Special Lecture com o tema: "The Future of Science" e "Advances in medicine: implication for the training of young scientists".
- 7 de dezembro: Discussão e tradução da Prova Experimental.
- 8 de dezembro: Prova Experimental. Parada Cultural com os países participantes.
- 9 de dezembro: Moderação e Science Mastermind Quiz. Reunião do International Board.
- 10 de dezembro: Cerimônia de encerramento e Jantar e Festa de despedida.
- 11 de dezembro: Partida das delegações.

## Atividades culturais
Nos dias em que não havia atividades oficiais previstas, alunos e líderes visitaram os seguintes pontos turísticos da região, entre outros:
- Aso Rock
- Millennium Park
- National Stadium
- Katampe Hill (ponto central da Nigéria)
- Abuja Art & Craft Centre
- City Gate

## Resultado Final
Seguindo o critério oficial de premiação, receberam medalhas de ouro aos alunos que ficaram entre os 10% melhores, medalhas de prata os que ficaram entre os 20% seguintes e medalhas de bronze os 30% subsequentes.
O resultado final foi divulgado em cerimônia solene realizada no dia 10 de dezembro de 2010.
A delegação de Taiwan conquistou 4 medalhas de ouro e 2 medalhas de prata, com isso, foi declarada campeã da competição. Rússia, Índia e Coreia do Sul completaram a lista dos quatro primeiros colocados.
O Brasil conquistou em Abuja o melhor resultado de sua história na competição: foram 1 medalha de ouro, para Ivan Tadeu Ferreira Antunes Filho, 2 medalhas de prata e 3 de bronze. Juliane Trianon Fraga e Ramon Silva De Lima foram premiados com a prata. Liara Guinsberg, Renan Fernandes Moreira e Vinicius Querino Andraus receberam medalhas de bronze. Além disso, o Brasil conquistou uma inédita medalha de bronze na competição experimental, com o time formado entre Ivan Tadeu Ferreira Antunes, Juliane Trianon Fraga e Ramon Silva De Lima.